# مشاوره شغلی
مشاوره شغلی (انگلیسی: Career counseling)
مشاوره حرفه‌ای یا راهنمای شغلی، از شاخه‌های مشاوره است، که به افراد در مواجهه با چالش‌های شغلی کمک می‌نماید و تمامی مسائل مربوط به منابع انسانی را در بر می‌گیرد. وظیفه اصلی مشاوران شغلی، ارائه مشاوره تخصصی به مشتریان با استفاده از تکنیک‌های مشاوره ای و کمک به آن‌ها در تصمیم‌گیری‌های پیچیده شغلی و پشتیبانی در مواجهه با شرایط دشوار کاری می‌باشد. تمرکز اصلی مشاوران حرفه‌ای به‌طور کلی بر موضوعاتی مانند جستجوی شغل مناسب، تغییر کار، توسعه شغلی و سایر مسائل مربوط به اشتغال می‌باشد.
به دلایلی از قبیل تفاوت های فرهنگی و زبانی، هنوز تعریف جامعی از مشاوره شغلی ارائه نشده است. معمولا منظور از کلمه counseling  راهنمایی بوده و هم رده کلماتی مانند guidance قرار می گیرد که البته مفاهیم این کلمات با توجه به درک های متفاوت نیز در مفهوم مشاوره شغلی تغییر کرده است.

## فعالیت‌های اصلی مشاور شغلی
- بررسی گزینه‌های شغلی
- تدوین برنامه شغلی
- ساخت رزومه
- مشاوره در زمینه مشکلات شغلی

## نقش مشاور شغلی
مشاور شغلی فردی است که با استفاده از دانش و تجربه خود به افراد کمک می‌کند تا مسیر حرفه‌ای مناسب خود را پیدا کنند. نقش اصلی مشاور شغلی، راهنمایی و مشاوره در انتخاب شغل، توسعه مهارت‌ها، برنامه‌ریزی شغلی و مواجهه با چالش‌های حرفه‌ای است. این مشاوران با ارزیابی توانایی‌ها، علایق و اهداف فرد، اطلاعاتی درباره بازار کار و نیازهای آن ارائه می‌دهند و به افراد کمک می‌کنند تا بهترین تصمیم را برای آینده حرفه‌ای خود بگیرند.
مشاوران شغلی از روش‌های متنوعی برای ارزیابی ویژگی‌های فردی مراجعان استفاده می‌کنند؛ از جمله تست‌های روان‌شناختی، مصاحبه‌ها و تحلیل تجربیات قبلی. این مشاوران نه تنها به افراد جویای کار کمک می‌کنند، بلکه به افرادی که قصد تغییر شغل یا ارتقاء شغلی دارند نیز مشاوره می‌دهند.
مشاوره شغلی می‌تواند تأثیرات مثبتی بر زندگی افراد داشته باشد. انتخاب شغل مناسب، علاوه بر تأمین مالی، به افزایش رضایت شغلی و کاهش استرس کمک می‌کند. مشاور شغلی با درک بازار کار و تغییرات آن، می‌تواند به افراد کمک کند تا انتخاب‌هایی انجام دهند که نه تنها با علایق و استعدادهایشان هماهنگ باشد، بلکه در بلندمدت نیز موفقیت‌آمیز باشد. 